# Wolfgang Stumpf
Wolfgang Stumpf (* 25. Februar 1909 in Hamburg; † 19. Januar 1983 ebenda) war ein deutscher Schauspieler, der sowohl in der Bundesrepublik als auch in der DDR Filme drehte.

## Leben

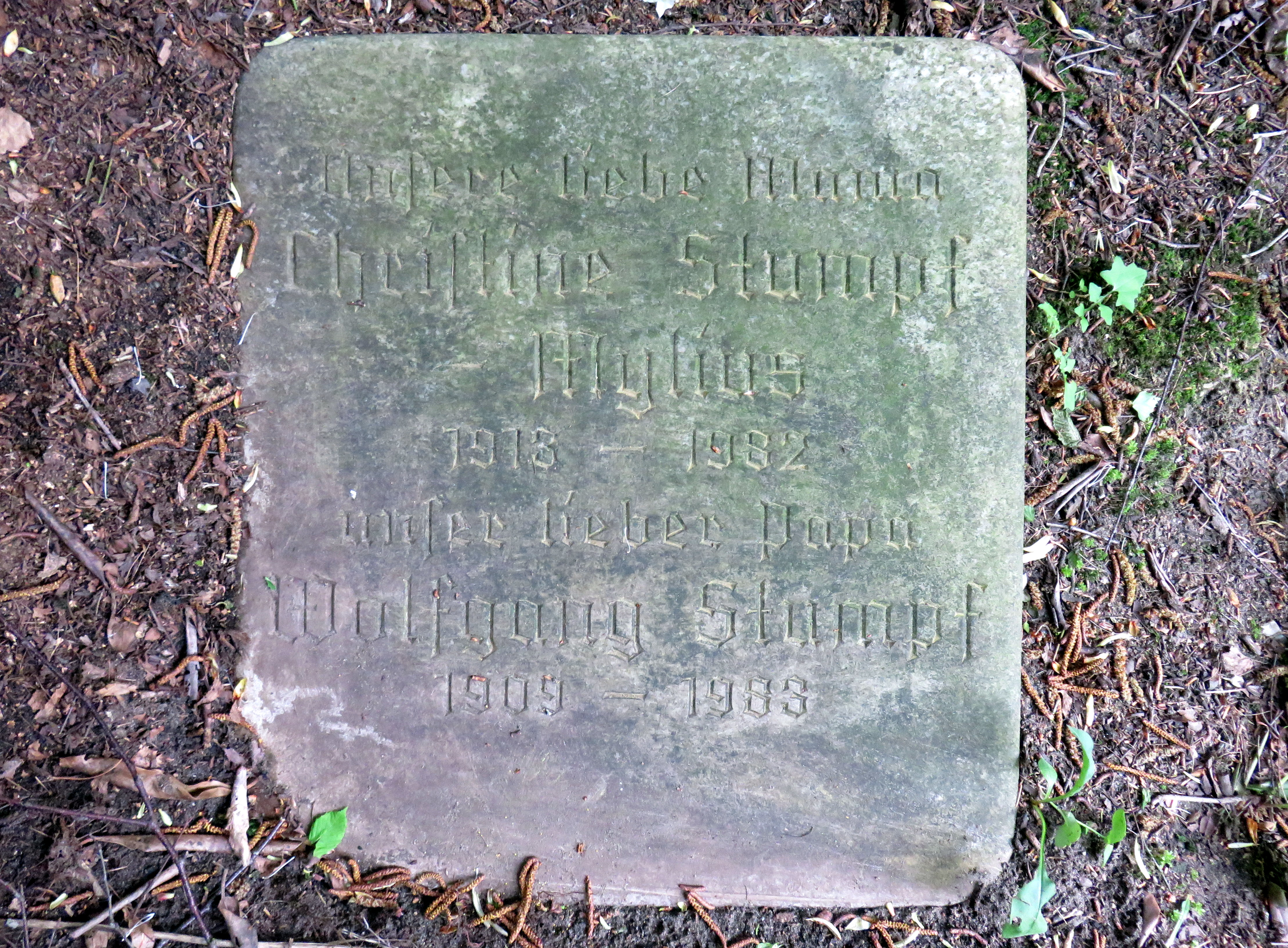
Kissenstein für Wolfgang Stumpf/Christine Mylius auf dem Friedhof Ohlsdorf

Wolfgang Stumpf war ein ausgebildeter Theaterschauspieler mit Engagements in Zürich, Nürnberg, Hamburg, Luzern und Hamburg, ehe er in den 1950er Jahren eine Filmkarriere startete. Er war einer der wenigen westdeutschen Schauspieler, die bei der DEFA Hauptrollen für aufwendige Spielfilmproduktionen angeboten bekamen. So engagierte ihn der Regisseur Martin Hellberg 1955 als Hauptdarsteller im Monumentalfilm Thomas Müntzer – Ein Film deutscher Geschichte und 1956 für sein Kriegsepos Wo Du hingehst.
Es folgten weitere Film- und Fernsehproduktionen. Seit 1959 arbeitete Stumpf ausschließlich im Westen Deutschlands. Der Künstler war bis zu ihrem Tod 1982 mit der Schauspielerin Christine Mylius verheiratet. Seine Töchter Andrea Jonasson und Isabel Stumpf sind gleichfalls Schauspielerinnen. Stumpfs Grab befindet sich auf dem Friedhof Ohlsdorf (X4, 180–181).

## Filmografie (Auswahl)
- 1956: Thomas Müntzer – Ein Film deutscher Geschichte
- 1957: Wo Du hingehst
- 1957: Ein Mädchen von 16 ½
- 1958: Sie kannten sich alle
- 1959: Der Schatz vom Toplitzsee
- 1959: Stahlnetz – Treffpunkt Bahnhof Zoo
- 1959: Nacht fiel über Gotenhafen
- 1959: Die Brücke
- 1960: Waldhausstraße 20 (Fernsehfilm)
- 1960: Soldatensender Calais
- 1960: Die Friedhöfe (Fernsehfilm)
- 1962: Stahlnetz: In jeder Stadt …
- 1964: Flug in Gefahr (Fernsehfilm)
- 1965: Die fünfte Kolonne – Tivoli
- 1965: Die fünfte Kolonne – Libelle bitte kommen
- 1965: Gewagtes Spiel – Die Fahrt nach Straßburg
- 1965: Die Katze im Sack
- 1966: Die fünfte Kolonne – Ein Auftrag für …
- 1967: Der Zug der Zeit (Fernsehfilm)
- 1967: Polizeifunk ruft – Das Mädchen von der Autobahn
- 1968: Ida Rogalski – Thomas
- 1968: Lebenszeichen
- 1968: Cliff Dexter (eine Folge)
- 1969: Der Kommissar – Geld von toten Kassierern
- 1969: Coralba (Krimimehrteiler)
- 1969: Sieben Tage Frist
- 1970: Schmetterlinge weinen nicht
- 1971: Das Freudenhaus
- 1972: Das Jahrhundert der Chirurgen (Miniserie)
- 1973: Zwischen den Flügen (Fernsehserie)
- 1975: Der Kommissar – Noch zehn Minuten zu leben
- 1976: Derrick – Tote Vögel singen nicht (Fernsehserie)